# Suki Béla
Suki Béla (Szabadszállás, 1930. január 22. – Szeged, 1982. január 2.) magyar filozófus, a filozófiai tudomány kandidátusa (1979), középiskolai tanár, cigányprímás.

## Életútja
A szegedi József Attila Tudományegyetemen szerezte tanári diplomáját történelem szakon 1954-ben. Ezt követően 1956-ig a hódmezővásárhelyi Pártiskola tanáraként működött, ekkor a forradalom idején tanúsított magatartásáért félreállították. Az egyetemisták előtt hegedűn eljátszotta a Himnuszt, ezért egy havi fogságot szenvedett a Csillag börtönben. 1957-től diákotthoni nevelőtanár volt, később segédmunkásként kereste kenyerét. 1958 szeptemberétől a kiskunfélegyházai Petőfi Sándor Gimnáziumban tanított történelmet. 1962-ben a szegedi Ságvári Endre Gimnáziumban (mai nevén: SZTE Báthory István Gyakorló Gimnázium és Általános Iskola) tanított történelmet és filozófiát, ahol két évtizeden át oktatott. egészen haláláig.
Első tanulmányait az 1960-as évek elején publikálta, ezek a francia egzisztencializmus filozófiai és irodalmi kérdéseivel foglalkoznak. Később Kierkagaard és Heidegger filozófiáját kutatta, majd utolsó éveiben a hegeli rendszerrel foglalkozott. Ekkortájt egy, az egzisztencializmus történetével foglalkozó kutatócsoportot szervezett és vezetett Szegeden.

## Emlékezete

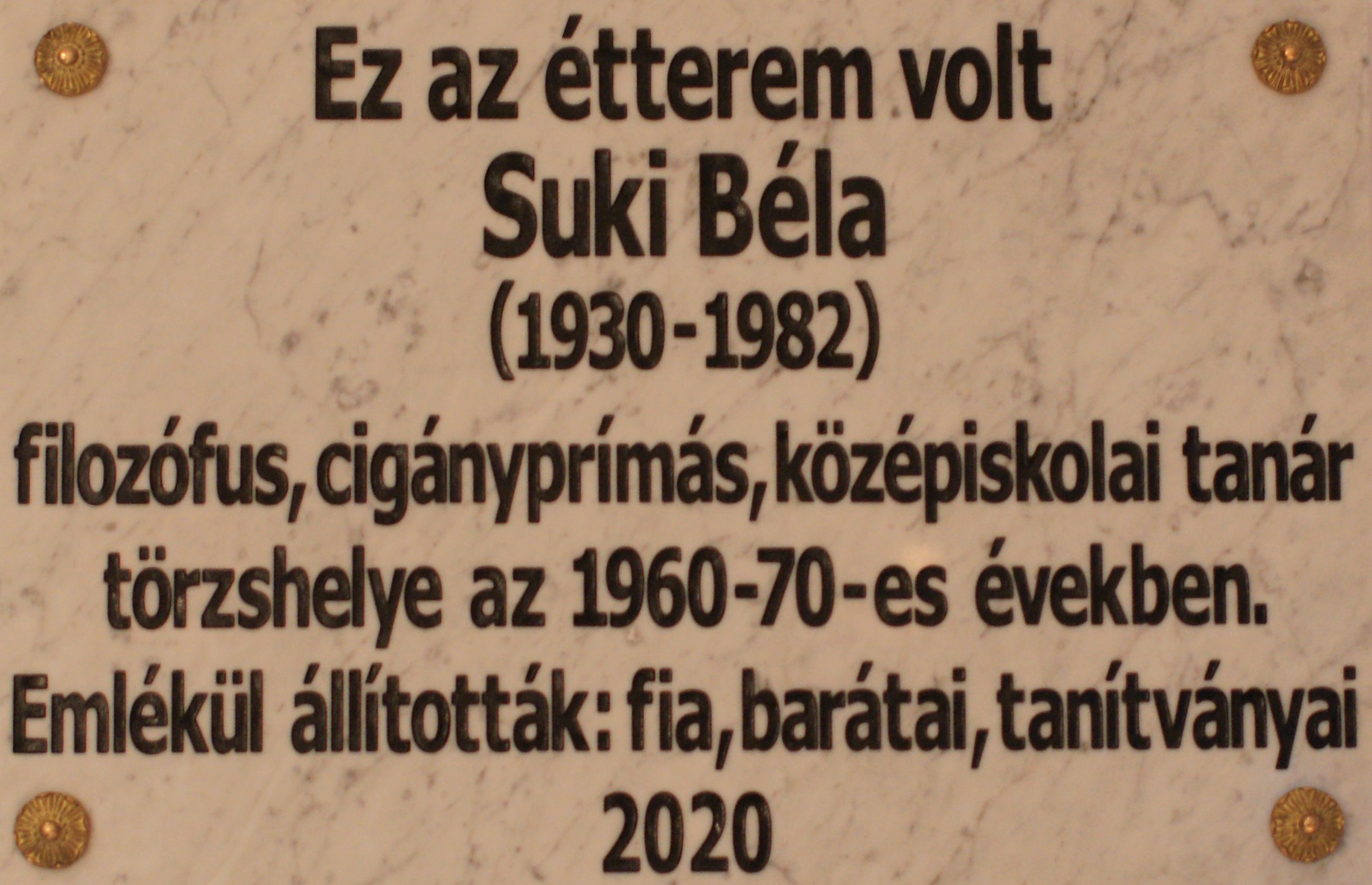
Suki Béla filozófus, cigányprímás, középiskolai tanár emléktáblája Szegeden

Suki Béla (filozófus, cigányprímás, középiskolai tanár) emléktáblája (vésett márványlap) Szegeden (Hajnóczy u.1.szám alatt) található,  az 1960-as, 1970-es évekbeli törzshelyén, a Hajnóczy utcai Tiszavirág Étteremben. Az emléktáblát fia állíttatta, közösen apja egykori barátaival és tanítványaival, 2020-ban.

## Fontosabb művei
- Sören Kierkegaard írásaiból (vál., bev., jegyzetekkel ellátta S. B., Bp., 1969)
- Martin Heidegger filozófiájának alapkérdései (Bp., 1976)
- Hegel filozófiai rendszerének alapkérdései (Bp., 1981)